# Alb-Bote
Der Alb-Bote ist eine regionale Tageszeitung für den Landkreis Waldshut. Das Blatt erscheint sechs Mal pro Woche im Berliner Format (seit 1. März 2010, davor im Rheinischen Format). Inhaltlich besteht weitgehend Gleichheit mit der Waldshuter Ausgabe des Südkuriers. Vom Verlag Südkurier GmbH Medienhaus wird sie aber als eigenständige Ausgabe angesehen. Während sich beim Alb-Boten der Mantelteil im hinteren Bereich befindet, beginnt der Südkurier (inklusive Waldshuter Ausgabe) mit dem Mantel. Südkurier und Alb-Bote entwickelten sich unabhängig voneinander. Während der Südkurier 1945 entstand, liegen die Wurzel des Alb-Boten in der Mitte des 19. Jahrhunderts.

## Zur Geschichte

### 19. Jahrhundert
Am 1. Januar 1850 erschien der erste Alb-Bote als Beilage zu amtlichen Bekanntmachungen des Lörracher Verlegers Carl Rudolf Gutsch. Im selben Jahr übernahm er die Druckerei von Anna Maier. In den ersten Jahren erschien die Zeitung wöchentlich. Redakteur war Julius Fuchs, der später den Trompeter von Säckingen in Säckingen herausgab. Am 1. September 1860 übernahm der Buchdrucker und Verleger Heinrich Zimmermann Redaktion und Verlag. Zimmermann war bei Gutsch in der Buchdruckerlehre und brachte danach in Friedrichshafen das Seeblatt heraus.
Ein Jahr später wurde der Alb-Bote 1861 zu einer eigenständigen Zeitung. Der Eintrag in das Handelsregister fand am 15. Januar 1863 statt. 1874 wurde die Herausgabe einer zusätzlichen Zeitung bekanntgegeben: Die Waldshuter Zeitung mit dem Waldshuter-Erzähler. Ab 1896 war Zimmermanns Bruder Carl Geschäftsführer, er wurde später Inhaber.

### 1900 bis 1945
Ab 1901 erschien der Alb-Bote täglich. Am 1. September 1905 erschien im Verlag der Druckerei R. Phillipp die Neue Waldshuter Zeitung – St. Blasier-Zeitung – Anzeiger und freies Verkündigungsblatt für die Bezirke Waldshut und St. Blasien. Redakteur war Alfred Bopp. Sie erschien wie zunächst der Alb-Bote dreimal wöchentlich.
Mit der Machtergreifung der Nationalsozialisten erfolgte ab 1933 eine Gleichschaltung der Zeitungen.

### Nach 1945
Nach dem Zweiten Weltkrieg wurde die Zeitung zunächst durch die Alliierten verboten. Am 1. November 1949 und damit knapp ein halbes Jahr nach der Gründung der Bundesrepublik erschien die erste Nachkriegsausgabe des Alb-Boten. Anfangs erschien die Zeitung dreimal die Woche: Montag, Mittwoch und Freitag, später viermal. Ab Mitte der 50er Jahre wurde sie Montag bis Samstag herausgegeben.
Nach dem Tod von Verleger Carl Zimmermann wurde 1961 Max Lindemann dessen Nachfolger. Bis Ende April 1966 stellte der Verlag die komplette Zeitung selbst zusammen. Ab 2. Mai 1966 übernahm man wie das Markgräfler Tagblatt den Mantel des Schwarzwälder Boten. Nur noch der lokale Teil, der sich vom Mantel optisch deutlich unterschied, entstand lokal.

### Übernahme durch den Südkurier
1971 starb mit Max Lindemann der letzte Verleger aus der Familie Zimmermann. 1972 übernahm der Südkurier den Verlag, und es fand eine redaktionelle Kooperation statt. Ende der 1980er Jahre wurde im Rahmen der technischen Erneuerung die Herstellung von Oberndorf (Produktionsstätte des Schwarzwälder Boten) nach Konstanz (Produktionsstätte des Südkuriers) verlagert. 1995 wurde der Inhalt umgestaltet: Der lokale Teil rückte an den Anfang der Zeitung.